# Chrťany
Chrťany (hongrois : Hartyán) est un village de Slovaquie situé dans la région de Banská Bystrica.

## Histoire
La première mention écrite du village date de 1227.

## Démographie

### Évolution de la population
| Année:               | 1994. | 2004.   | 2014.    | 2024.    |
| -------------------- | ----- | ------- | -------- | -------- |
| Nombre de personnes: | 111   | 115     | 151      | 120      |
| Différence:          |       | +3,60 % | +31,30 % | -20,52 % |

| Année:               | 2023. | 2024.   |
| -------------------- | ----- | ------- |
| Nombre de personnes: | 124   | 120     |
| Différence:          |       | -3,22 % |